# Abraham Van Helsing
Abraham Van Helsing je vedlejší postava nizozemského lékaře z knihy Brama Stokera Drákula, která byla poprvé vydána roku 1897. Následně se postava objevila v několika dalších dílech. Charakteristikou postavy je boj proti upírům a nepřátelství s Drákulou. Při vytváření této postavy byl Bram Stoker pravděpodobně inspirován Gerardem van Swietenem, dvorním lékařem Marie Terezie, který prošetřoval údajné případy vampyrismu v jižních Čechách.

## Van Helsing ve filmu
- John Gottowt (jako profesor Bulwer) v Upír Nosferatu (1922)
- Edward Van Sloan v Drákula (1931) a Drákulova dcera (1936) (jako Von Helsing)
- Eduardo Arozamena v Dracula (1931, španělská verze)
- Peter Cushing v sérii filmů o Dráculovi (1958–1974)
- Herbert Lom v Hrabě Drákula (1970)
- Nigel Davenport v Dracula (1973)
- Frank Finlay v adaptaci BBC Hrabě Drákula (1977)
- Laurence Olivier v Dracula (1979)
- Jack Gwillim v Záhrobní komando (1987)
- Anthony Hopkins v Drákula (1992)
- Mel Brooks v komedii Drákuloviny (1995)
- Christopher Plummer v Dracula 2000 (2000)
- Giancarlo Giannini (jako Enrico Valenzi) v Drákula (2002)
- Hugh Jackman ve Van Helsing (2004)
- Hotel Transylvánie 3 (2018)
- Hotel Transylvánie 4 (2022)